# Solfège
Solfège [sɔlˈfɛʒ] (französisch) oder Solfeggio  [solˈfedːʒo] (italienisch) ist eine Tonlehre zur Gehör- und Gesangsbildung. 

## Begriff
Der Begriff ist sprachlich von dem mittellateinischen Verb „solfizare“ und dies wiederum von den Silben sol und fa (5. und 4. Ton der jeweiligen Tonleiter) abgeleitet. Er tauchte im 18. Jahrhundert in Frankreich und Italien auf. Er stellte ursprünglich eine Gesangsübung dar, die auf Vokale oder auf Tonsilben gesungen wurde und dabei Stimme und Gehör des Sängers schulte. Er ist damit im Ursprung äquivalent zum Konzept der Solmisation (sprachlich abgeleitet von den Silben sol und mi) nach Guido von Arezzo, der damit die Gesangsausbildung der Klosterknaben im 11. Jahrhundert beschleunigen wollte. Das Lexikon Die Musik in Geschichte und Gegenwart (in beiden Ausgaben) behandelt entsprechend Solfège und Solmisation gemeinsam unter dem Stichwort Solmisation. Der mittellateinische Grundterminus „solfare“ zu Solfège (Egidius de Zamora, Ars musica, um 1270; Elias Salomo, Scientia artis musicae, 1274) ist deutlich älter als der Terminus „solmisatio“/„solmizatio“ beziehungsweise das Verb „solmisare“/„solmizare“ (M. Keinspeck, Lilium musicae planae, 1496; B. Prasbergius, Clarissima plane, 1501; N. Wollick, Opus aureum musicae, 1507). Der Begriff Solfège/Solfeggio entwickelte und differenzierte sich ab dem 18. Jahrhundert von Frankreich und Italien ausgehend in zwei Richtungen weiter und trennte sich so von seiner ursprünglichen Bedeutung.

## Verwendung

### Gesangsbildung
In einer Hinsicht beschreibt Solfège eine spezielle Unterrichtsmethode in der Musikpraxis, die völlige Sicherheit im Blattsingen anstrebt. Solche Übungen hatte beispielsweise der italienische Opernsänger Pier Francesco Tosi 1723 empfohlen. Als Vorstufe wurden bestimmte Vokalisierungs- und Stimmeinstellungsübungen ebenfalls als Solfège bezeichnet. In diesem Kontext stehen die virtuosen Stimmübungen auf Vokale (italienisch: vocalizzi, französisch: vocalises, deutsch: Vokalisen), „die noch in der heutigen Gesangspädagogik zur technischen Grundausbildung des Sängers gehören“ (Aussage 1967). In der heutigen Gesangspädagogik im deutschsprachigen Kulturbereich spielen diese Konzepte nur noch eine untergeordnete Rolle (Aussage 2012). 1772 erschien in Paris die erste Solfège-Sammlung unter dem Titel Solfèges d'Italie mit Stimmübungen unter anderem von Johann Adolph Hasse, Alessandro Scarlatti und Nicola Antonio Porpora. Große Beliebtheit erlangten Solfèges bei den meist italienischen Gesangslehrern des Pariser Conservatoire im 19. Jahrhundert (Marco Bordogni, Nicola Vaccai und Giuseppe Concone).

### Musikalische Elementarmethode
In einer anderen Hinsicht beschreibt Solfège eine umfassende musikalische Elementarmethode, die von der Solmisation ausgeht. Auf der Basis von Singübungen integriert die Solfège-Methode Gehörbildung, musikalisches Vorstellungsvermögen und rhythmisches Empfinden. Sie vermittelt zugleich eine grundlegende Einführung in Notenlehre sowie die Terminologie und Bedeutung der musikalischen Zeichen. Solfège wird zur musikalischen Elementarlehre, zum „musikalischen Elementarunterricht“. Die Begriffe  Solfège (frz.), Solfeggio (ital.), Solfeig (katalan.) etc. (beispielsweise „Professor“ oder „Professora für Solfeig“) der romanischsprachigen Länder werden damit funktional dem Begriff der Musiktheorie im deutschsprachigen Kulturraum vergleichbar.